# Peumerit-Quintin
Peumerit-Quintin település Franciaországban, Côtes-d’Armor megyében. Lakosainak száma 184 fő (2022. január 1.). Peumerit-Quintin Kerien, Lanrivain, Maël-Pestivien, Saint-Nicodème és Trémargat községekkel határos.

## Népesség
A település népességének változása:
| Lakosok száma | 295  | 206  | 162  | 158  | 177  | 178  | 172  | 173  | 172  | 184  |
|               | 1968 | 1982 | 1990 | 2006 | 2013 | 2015 | 2017 | 2019 | 2020 | 2022 |